# Gruna (Laußig)
Gruna ist ein Ortsteil der Gemeinde Laußig im Landkreis Nordsachsen im deutschen Bundesland Sachsen.

## Geografie
Gruna liegt etwa 9 Kilometer nördlich von Eilenburg und 10 Kilometer südlich von Bad Düben am Ende einer 1,5 km langen, von der Staatsstraße 11 nach Westen abzweigenden Stichstraße. Die Mulde fließt direkt am Ort vorbei. Eine Gierseil-Personenfähre führt über den Fluss nach Hohenprießnitz. Der Ort grenzt an den Naturpark Dübener Heide.

## Geschichte

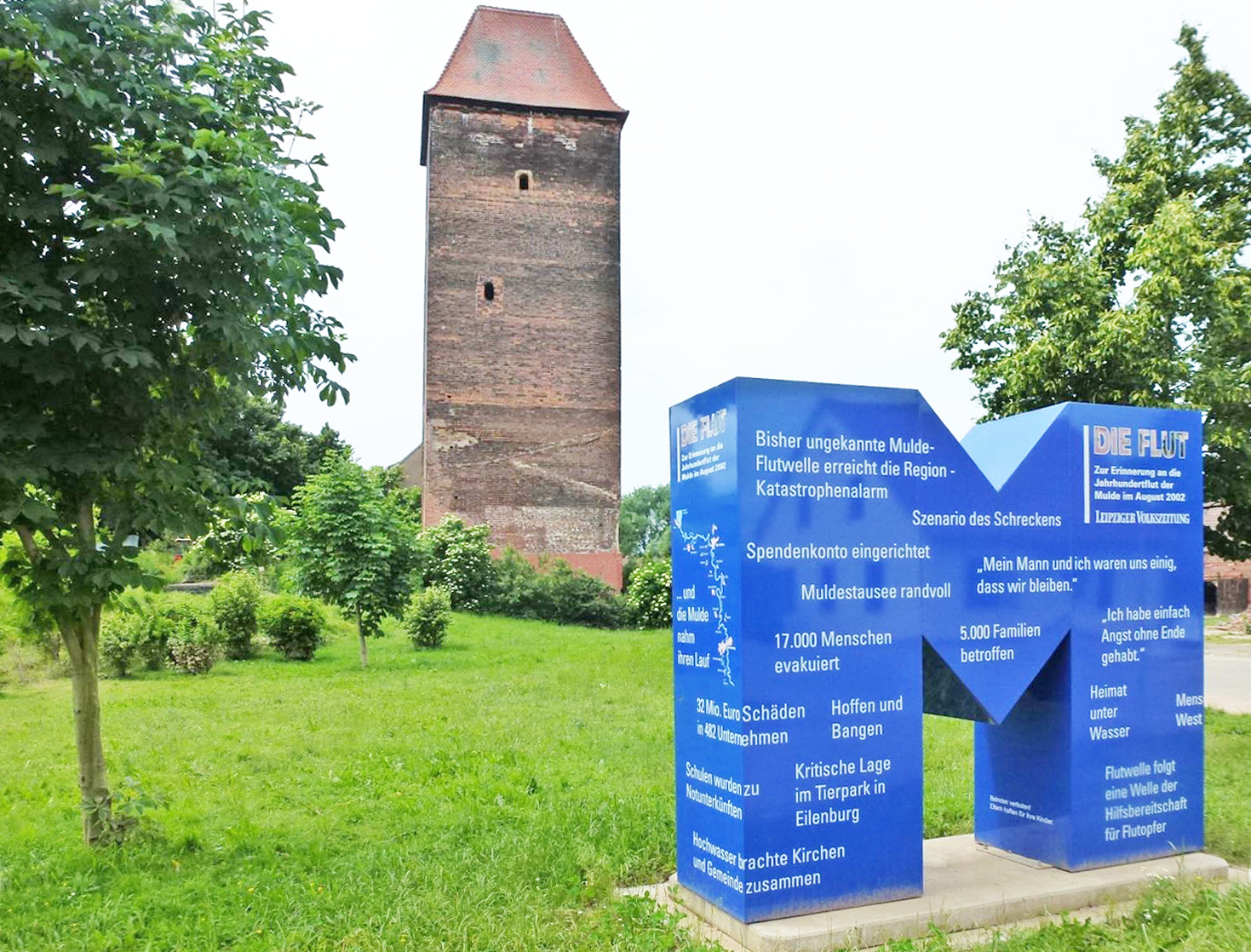
Der Wendenturm und das Denkmal für die Flut von 2002

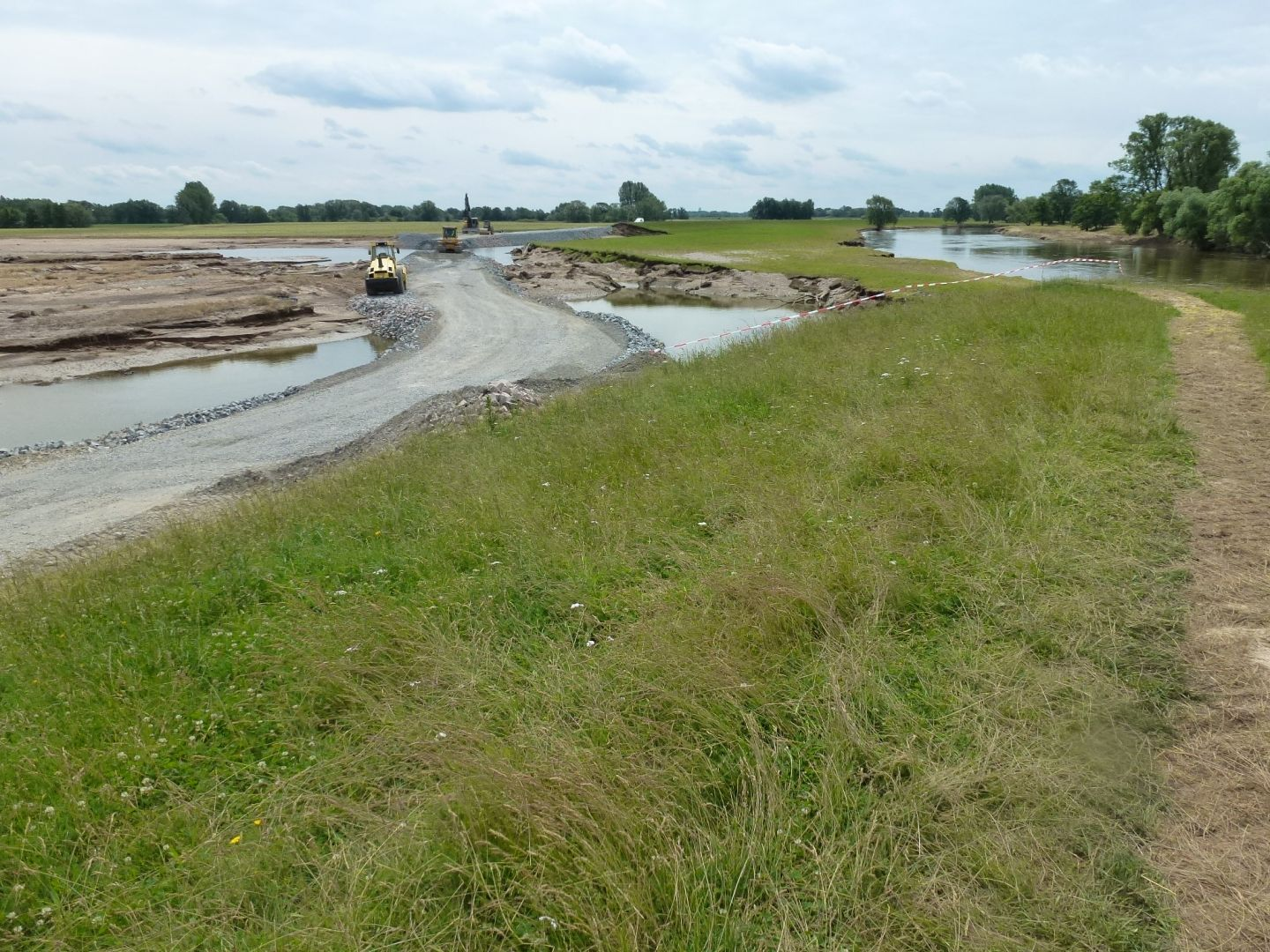
Reparatur des Dammbruches 2013 oberhalb Grunas

Es wurde lange Zeit vermutet, dass Gruna die alte wendische Stadt Gana gewesen sei, welche im Jahre 927 durch König Heinrich I. zerstört worden sein soll. Durch neueste archäologische Erkenntnisse wurde dieses aber widerlegt. Aufgrund der Siedlungsform und des Namens gilt Gruna als deutsche Gründung und ist wahrscheinlich in der Mitte des 12. Jahrhunderts entstanden. Zu dieser Zeit wurden vermutlich Niederdeutsche (Niederländer) hier angesiedelt. Die Kirche von Gruna enthält einen Altarschrein aus vorreformatorischer Zeit, der die Mutter Maria mit dem Kind und zu ihrer rechten Seite den heiligen Nikolaus von Myra, den niederländischen Schutzpatron, zeigt.  Auch Flurbezeichnungen weisen auf eine niederländische Mundart hin.
Die älteste urkundliche Erwähnung des Ortes „Gronowe“ (bedeutet: grüne Aue) stammt aus dem Jahre 1285. Im 14. Jahrhundert besaßen die Kämmerer von Gnandstein das Lehen Gruna. Nach 1403 wurde Gruna erstmals als ein selbständiger Rittersitz genannt. 1434 ging Gruna in den Besitz der Adelsfamilie Spiegel über. Martin Luther war nach seinem eigenen Ausspruch in den Tischreden einmal „bei denen vom Adel auf Gruna“ zu Gast.  Ab 1668 war Gebhard von Dieskau der neue Besitzer von Gruna. 1726 erwarb die Familie Vitzthum von Eckstedt die drei Dörfer Gruna, Laußig und Mörtitz. 1732 kam Gruna mit den genannten Dörfern in den Besitz des Adelsgeschlechts von Hohenthal.
Gruna gehörte bis 1815 zum kursächsischen bzw. königlich-sächsischen Amt Eilenburg. Durch die Beschlüsse des Wiener Kongresses kam der Ort zu Preußen und wurde 1816 dem Kreis Delitzsch im Regierungsbezirk Merseburg der Provinz Sachsen zugeteilt, zu dem er bis 1952 gehörte.
Im Zuge der zweiten Kreisreform in der DDR im Jahr 1952 wurde Gruna dem Kreis Eilenburg im Bezirk Leipzig angeschlossen, welcher 1994 im Landkreis Delitzsch aufging. Seit 1974 gehört Gruna zur Gemeinde Laußig.
2002 und 2013 wurde der Ort von zwei Jahrhunderthochwassern schwer getroffen.
Einwohnerentwicklung
| Jahr      | 1818 | 1880 | 1895 | 1910 | 1925 | 1933 | 1939 | 1946 | 1950 | 1964 | 1973 | 1997 | 2002 | 2008 |
| Einwohner | 304  | 322  | 284  | 257  | 302  | 318  | 297  | 407  | 384  | 272  | 295  | 324  | 241  | 216  |

## Sehenswürdigkeiten

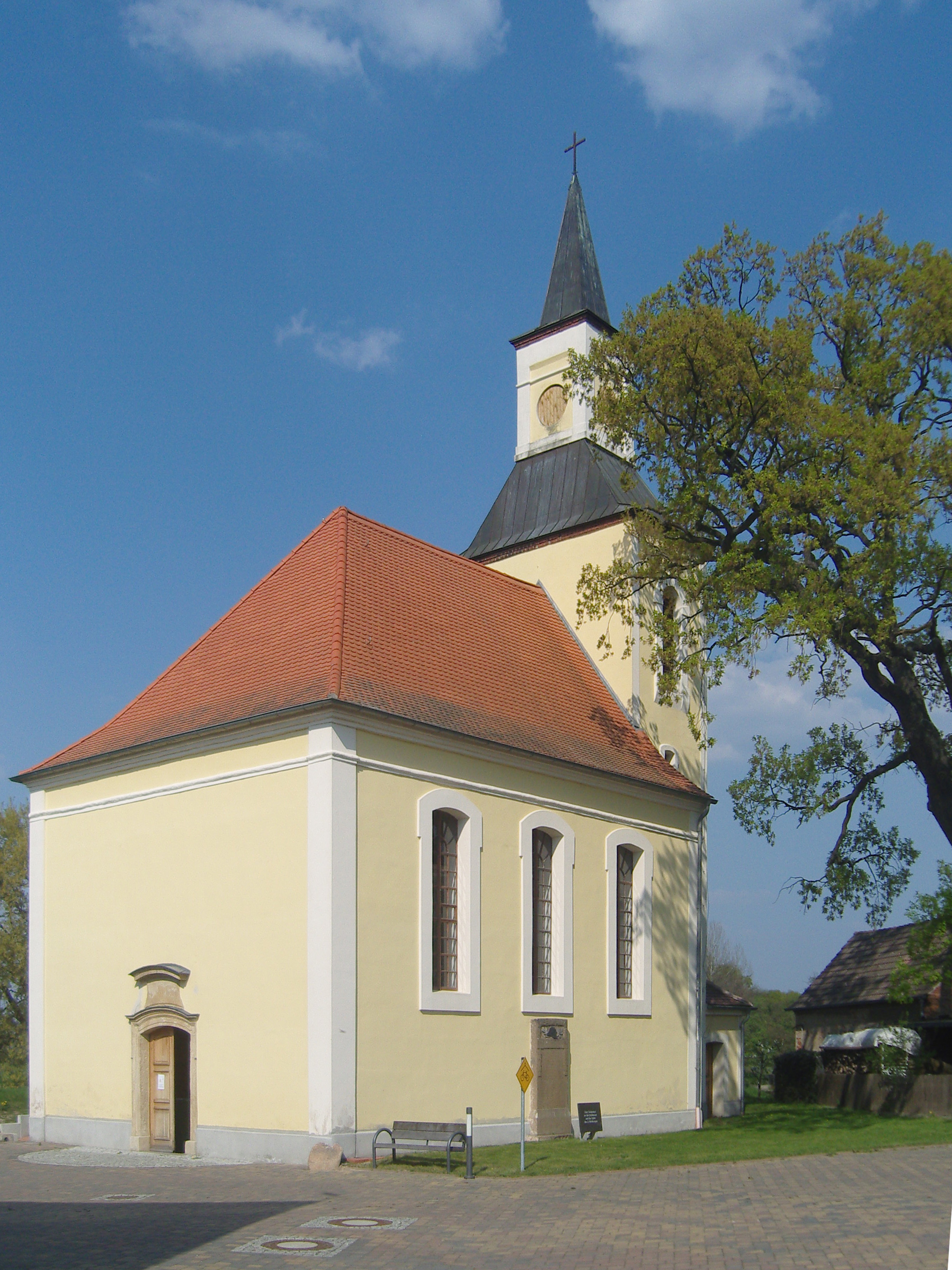
Die Dorf- und Radfahrerkirche

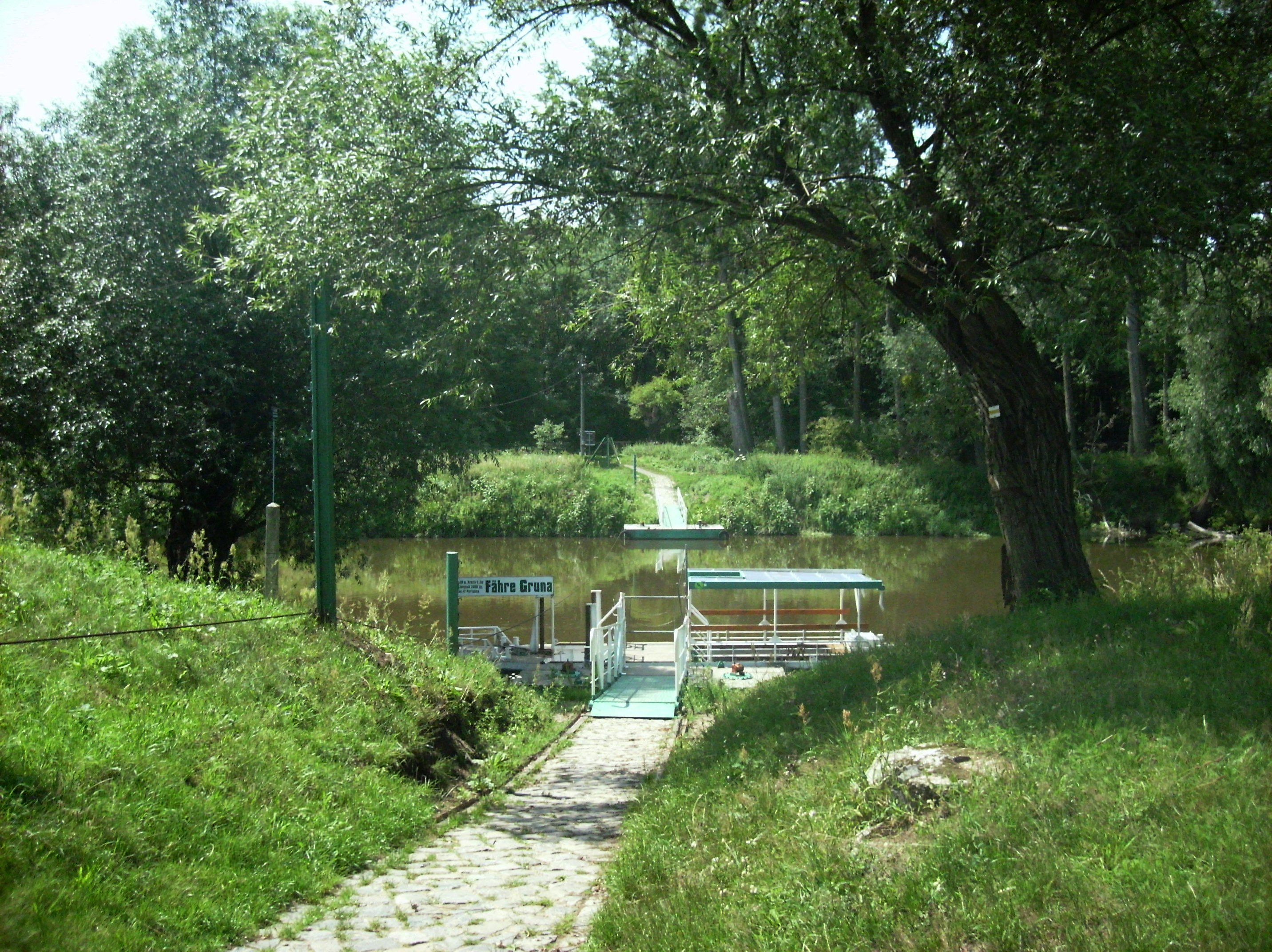
Die Fähre

- Kirche Gruna von 1715 mit Epitaphien (seit 2010 Radfahrerkirche) und Kriegerdenkmal
- Die Personenfähre am Fährhaus Gruna zum Park Hohenprießnitz
- Das Rittergut mit Wendenturm und Burggraben
- Hochwasserdenkmal
- Der Mulderadweg führt durch den Ort

## Söhne und Töchter des Ortes
- Günther Gereke (1893–1970), Jurist und Politiker
- Bernd Vohland (1939–2021), Brigadegeneral